# Revolta de Hamburgo
A Revolta de Hamburgo (em alemão:  Hamburger Aufstand) foi uma insurreição comunista que ocorreu em Hamburgo, na Alemanha de Weimar, em 23 de outubro de 1923. Uma seção militante do Partido Comunista Alemão lançou uma revolta como parte do chamado Outubro Alemão. Os rebeldes invadiram 24 delegacias de polícia, 17 em Hamburgo e sete na Província de Schleswig-Holstein, na Prússia, e estabeleceram barricadas ao redor da cidade. A insurgência comunista em Hamburgo foi fútil, carecendo de apoio do resto da Alemanha ou da União Soviética, e desintegrou-se num dia. Cerca de 100 pessoas morreram durante a Revolta de Hamburgo e os detalhes exatos do evento, bem como a avaliação do seu impacto, permanecem controversos.

## Contexto
Entre 1919 e 1923, a República de Weimar esteve em crise e ocorreram muitos conflitos violentos entre elementos de esquerda e de direita. A situação económica da população deteriorava-se rapidamente e no Outono de 1923 a hiperinflação estava no seu auge, o que trouxe ganhos de popularidade ao Partido Comunista (KPD). A ocupação da região do Ruhr radicalizou ainda mais as disputas políticas. Em agosto de 1923, houve uma onda de greves nacionais contra o chanceler Wilhelm Cuno, que levou a um voto de desconfiança no Reichstag e à sua subsequente renúncia. No final de setembro, o governo declarou estado de emergência. Em 1º de outubro, o Reichswehr Negro tentou o Putsch de Küstrin. Duas semanas depois, em 13 de outubro, o Reichstag adotou um ato de habilitação nos termos do Artigo 48 da Constituição de Weimar que, com a estipulação de que qualquer decreto feito sob ele poderia ser rejeitado pelo Reichstag, deveria facilitar uma ditadura de jure do Chanceler Gustav Stresemann até uma mudança de governo ou 31 de março de 1924. Uma manifestação de vários milhares de desempregados invadiu a "zona sem protestos" (Bannmeile) em torno da Câmara Municipal de Hamburgo, uma acção que, durante este período, correu o risco de morte às mãos da polícia e dos paramilitares de direita. Na Saxônia e na Turíngia, foram formados governos de coalizão que incluíam o KPD, que viu isso como uma oportunidade para assumir o controle.
Dentro do movimento comunista internacional, discutiu-se uma tentativa de rebelião armada na Alemanha. Leon Trotsky e outros membros influentes do Politburo Soviético e do Comintern avançaram a ideia, mas Heinrich Brandler, chefe do KPD, sentiu que era prematuro. Os motivos exatos do pequeno grupo de Hamburgo liderado por Hugo Urbahns e Hans Kippenberger, que planejou o levante, permanecem desconhecidos.
Segundo o historiador russo Vadim Rogovin, a liderança do Partido Comunista Alemão solicitou que Moscovo enviasse Leon Trotsky à Alemanha para dirigir a insurreição de 1923. No entanto, esta proposta foi rejeitada pelo Politburo, controlado por Estaline, Zinoviev e Kamenev, que decidiu enviar uma comissão de membros de escalão inferior do Partido Comunista Russo.

## Revolta
No final de 22 de outubro de 1923, o líder militar do KP Wasserkante, uma das seções mais militantes do KPD de Hamburgo, recebeu ordens da liderança regional do partido para iniciar a rebelião. Apenas 1.300 participaram ativamente na rebelião desde o início, embora o KPD de Hamburgo contasse com cerca de 14.000 membros.  Não mais de 5.000 trabalhadores haviam participado até o final.  No dia 23 de outubro, às 5h00, invadiram 26 delegacias de polícia e roubaram armas de 17 delas.
Houve também atividades em Altona e no distrito urbano de Stormarn, onde as esquadras de polícia de Schiffbek e Bramfeld foram atacadas e armas levadas. Em Bad Oldesloe, Ahrensburg e Rahlstedt, trilhos de trem e ruas foram bloqueados. Na cidade de Bargteheide, os insurgentes prenderam líderes do governo local e proclamaram a "República Soviética de Stormarn". Em Schiffbek, onde o KPD tinha apoio, cartazes foram afixados para acalmar os residentes e para pedir apoio ao levante, declarando "Viva a Alemanha Soviética! Viva a Federação dos Estados Soviéticos do mundo! Viva a revolução mundial!"
A maior parte da revolta foi reprimida em poucas horas. Em Schiffbek, durou até pouco depois do meio-dia. Apenas em Barmbek, onde o KPD obteve cerca de 20% dos votos nas eleições anteriores, os insurgentes foram apoiados pelos residentes, que os ajudaram a construir barricadas e lhes trouxeram alimentos. Os rebeldes conseguiram manter a posição durante todo o dia, apesar da contínua troca de tiros. À noite, porém, convencidos da desesperança da sua situação, eles fugiram. No dia seguinte, a polícia lançou uma grande ofensiva contra as barricadas vazias.

## Consequências
A Revolta ceifou a vida de 17 policiais, 21 rebeldes e 61 transeuntes inocentes.  Sessenta e nove policiais ficaram feridos, juntamente com 175 rebeldes.  Foram 1.400 pessoas presas, sendo 443 julgadas em tribunal especial.  Só em Schiffbek, 191 pessoas foram presas e mais tarde, em Fevereiro de 1925, tiveram de ser julgadas no Altona Landgericht devido aos distúrbios em Schiffbeck, onde o KPD obteve 32,4% dos votos nas eleições de Maio de 1924. Este foi o maior dos julgamentos contra os insurgentes da Revolta.

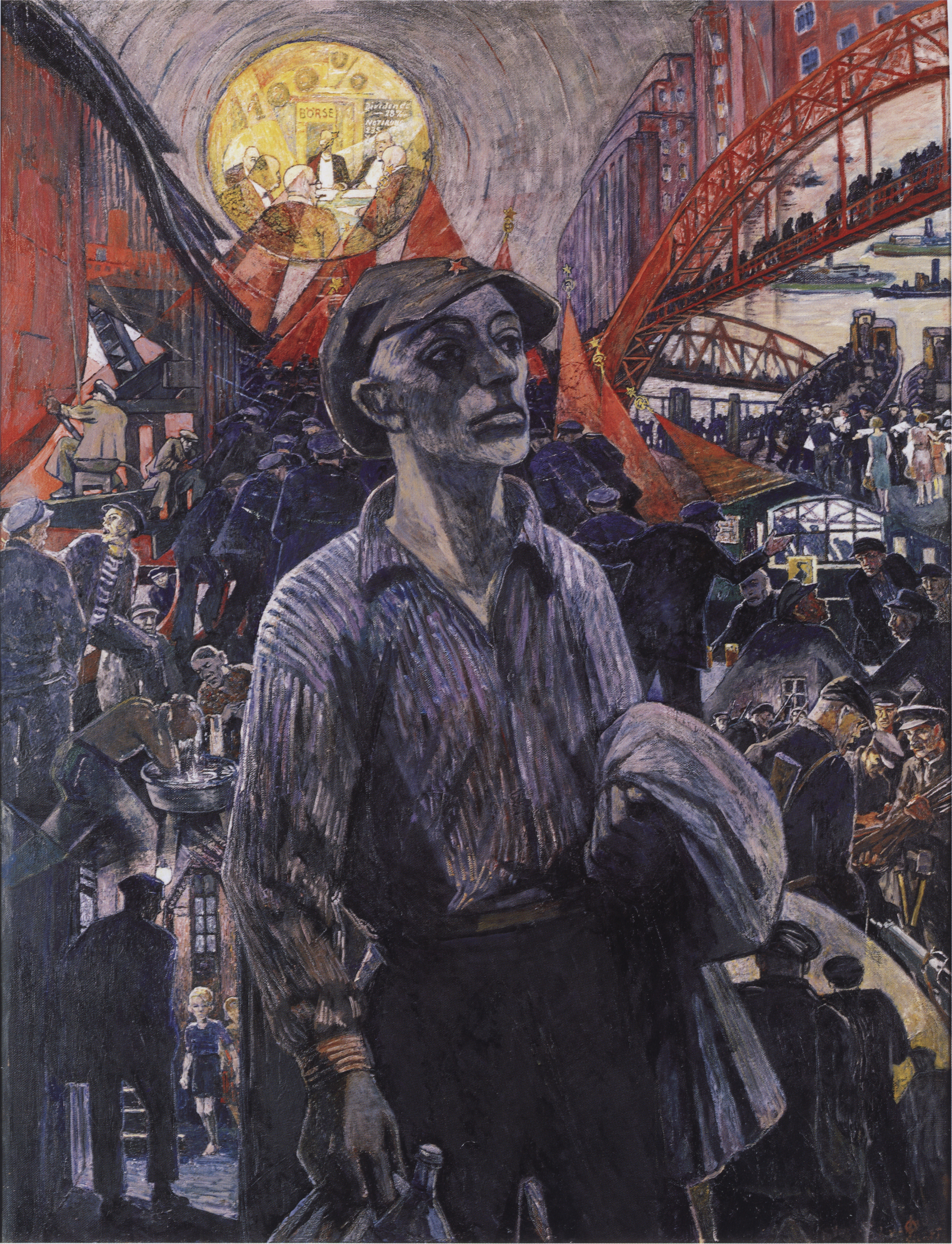
Hamburger Werftarbeiter ("Trabalhador do cais de Hamburgo"), pintura de 1928 de Heinrich Vogeler

A Revolta contribuiu para a deterioração das relações entre os dois partidos políticos da classe trabalhadora. Após a Revolta, o Partido Social-Democrata da Alemanha (SPD) recusou-se a trabalhar com o KPD e até intensificou a repressão do KPD, reforçando as posições do governo. A rejeição tanto da República como do SPD fortaleceu os comunistas. Dentro do KPD, a Revolta tornou-se uma lenda heróica sobre os poucos rebeldes “corajosos” que enfrentam uma luta sem esperança. A derrota da Revolta foi interpretada como consequência de uma fraca centralização e de uma falta de obediência às estruturas orientadas para o partido e à evidência de que estas devem ser aumentadas.
Setores da classe média viram na Revolta os seus receios de uma Revolução Bolchevique confirmados e tornaram-se mais atraídos pela política anticomunista. Como resultado, nas eleições para o Reichstag de Hamburgo em 1924, o Partido Popular Nacional Alemão viu a sua quota de votos aumentar de 12% para cerca de 20%, embora tenha rapidamente caído para cerca de 12% em 1928.

## Filmes
- Der Hamburger Aufstand outubro de 1923. Documentário, República Federal da Alemanha, (1971) 41 min, Escrito por Reiner Etz, Gisela Tuchtenhagen, Klaus Wildenhahn; Diretor: Klaus Wildenhahn. Produzido pela Academia Alemã de Cinema e Televisão de Berlim e NDR (Hamburgo) [12]
- Ernst Thälmann – Sohn seiner Klasse. Drama, República Democrática Alemã (1954) Diretor: Kurt Maetzig